# Sagittoidea
Sagittoidea är en klass av djur. Sagittoidea är enda klassen i fylumet pilmaskar, som tillhör riket djur. Klassen innehåller ordningarna Phragmophora och Aphragmophora.